# Élections générales ontariennes de 1919
L'élection générale ontarienne de 1919 (la 15e élection générale dans la province de l'Ontario (Canada) depuis la confédération canadienne de 1867) se déroule le 20 octobre 1919 pour élire les 111 députés à l'Assemblée législative de l'Ontario.
Le Parti conservateur de l'Ontario, dirigé par William Hearst, qui sollicite un cinquième mandat consécutif, est rondement défait à la surprise générale par les United Farmers of Ontario, un parti nouvellement formé qui accède ainsi au pouvoir pour une première fois dans la province, mais ils remportent un gouvernement minoritaire.
Le 25 septembre 1914, le premier ministre James Whitney meurt dans le centre-ville de  Toronto. Huit jours plus tard il est remplacé par William Hearst
Cette élection est la première élection générale provinciale de l'Ontario où les femmes ont le droit de vote. Le gouvernement William Hearst avait voté cette loi, en dépit de l'opposition du Parti libéral.
Le précédent gouvernement conservateur de William Hearst est défait après avoir gouverné sur la province pendant 14 ans.
La UFO fait campagne sans chef et avec un seul député sortant, Beniah Bowman, qui avait fait son entrée à l'Assemblée législative l'année précédente à la faveur d'une élection partielle dans Manitoulan. Lorsqu'ils remportent le plus grand nombre de sièges après le scrutin, ils s'allient à 11 députés ouvriers pour former une coalition et recrutent Ernest Charles Drury pour le poste de Premier ministre de l'Ontario et diriger le gouvernement. Drury n'avait pas été candidat à l'élection et doit se présenter à une élection partielle afin de siéger à l'Assemblée législative suivant son assermentation au poste de premier ministre.
Le Parti libéral de l'Ontario, dirigé par Hartley Dewart, parvient à maintenir son caucus et faire de petits gains. C'est le Parti conservateur qui subit le plus de pertes au profit des United Farmers et du mouvement ouvrier.

## Résultats
| Parti | Parti                  | Chef           | Sièges | Sièges | Sièges  | Voix   | Voix    | Voix |
| ----- | ---------------------- | -------------- | ------ | ------ | ------- | ------ | ------- | ---- |
| Parti | Parti                  | Chef           | 1914   | Élus   | % Diff. | %      | % Diff. |      |
|       | United Farmers         |                | *      | 44     | *       | 21,7 % | *       |      |
|       | Libéral                | Hartley Dewart | 24     | 27     | +12,5 % | 26,9 % | -11,7   |      |
|       | Conservateur           | William Hearst | 84     | 25     | -70,2 % | 34,9 % | -20,4 % |      |
|       | Ouvrier                | Walter Rollo   | 1      | 11     | +1000 % | 11,6 % | +10,3 % |      |
|       | Libéral-United Farmers |                | *      | 1      | *       |        |         |      |
|       | Ouvrier-United Farmers |                | *      | 1      | *       |        |         |      |
|       | Soldat                 |                | *      | 1      | *       |        |         |      |
|       | Libéral indépendant    |                | 1      | 1      | -       |        |         |      |
| Total | Total                  | Total          | 111    | 111    | -       | 100 %  |         |      |

Note :
* N'a pas présenté de candidats lors de l'élection précédente.

## Source
- (en) Cet article est partiellement ou en totalité issu de l’article de Wikipédia en anglais intitulé « Ontario general election, 1919 » (voir la liste des auteurs).